# Coleophora biforis
Coleophora biforis é uma espécie de mariposa do gênero Coleophora pertencente à família Coleophoridae.